# ロバート・パク
ロバート・パク（Robert Park、韓国名パク・ドンフン、1981年 - ）は、韓国系アメリカ人の人権活動家。脱北者団体などのネットワーク「自由と生命2009」代表。

## 経歴
2009年12月25日、徒歩で北朝鮮に入国したところを拘束され、2010年2月6日に釈放された。北朝鮮にいる間に性的虐待を受け、後遺症に苦しめられた。

## 経緯

### 2009年
- 12月25日午後、「私は米国の市民だ。神様の愛を持ってきた」と大声を出して龍井市三合から豆満江を渡り会寧に向かう。食料や医薬品の支援のための国境開放や政治犯の釈放と収容所の閉鎖などを金正日労働党総書記に求める手紙を持っていた。
- 12月28日、パクが祈祷をする姿などを撮影した収録テープを持って脱北者が逃げる。運動団体パックス・コリアナのチョ・ソンレ代表が「パク氏が北朝鮮に入る場面を撮影した脱北者が、動画テープを持って逃走したあと、謝礼として1億ウォンを要求している」と明らかにする。脱北者は、動画を国内外のメディアに売ろうとした。
- 12月29日、北朝鮮の朝鮮中央通信は、「不法入国した米国人1人を拘束し、関係機関で調査している」と報道。

### 2010年
- 2月5日、北朝鮮は「ロバート・パクを解放することにした」と伝える。朝鮮中央通信が公開したインタビューのなかで「（北朝鮮には）宗教の自由が保障されていることが分かった。わたしは恥ずかしさを感じている。心から謝罪したい」と語る。
- 2月6日、高麗航空で北京に到着。
- 3月4日、北朝鮮で受けた拷問の後遺症で精神病院に入院したと、パク氏が師としているジョン・ベンソン牧師が明らかにする。市民団体「パックス・コリアナ」のチョ・ソンレ代表は「平壌に護送された後、口に出せないような性的な拷問を受けた。パクさんは北朝鮮について、ナチスドイツよりも悪辣な政権だと話している」と語った。また、北朝鮮消息筋は「パクさんは北朝鮮入りした後、北朝鮮の警備兵に『半殺し』状態にされたと聞いている」と語った。
- 10月26日、KBSとのインタビューで、「死ぬ覚悟で凍結した豆満江を渡ったが、逮捕された直後からあちこち連れて行かれ、殴打と暴力に苦しめられた。まだその傷が治っていない。解放される前、抑留生活を暴露できないように北朝鮮側が屈辱的な性拷問もした」「北朝鮮で受けた傷はとても深く克服が難しいほどだった。その後遺症で私は個人的な意欲を失った。これから結婚もできず、性関係も持てないようだ」と語る。また「北朝鮮で受けた拷問の後遺症で帰国直後に自殺をはかり、7カ月以上も精神科の治療を受けなければならなかった」と明かした。北朝鮮が公開した自分の「反省文」はねつ造されたものだとし、「北朝鮮の権力者は住民をどのようにすれば奴隷として働かせられるか、統制できるか、飢えさせられるか、殺せるかばかり考えている。私はこれから金正日政権の崩壊を助け、北朝鮮住民の人権のために生きていく」と話す。
- 11月2日、朝鮮日報とのインタビューで「凍り付いた豆満江を渡り会寧に向かうと、警備兵がライトで自分を照らした。わたしは、『韓国人と米国人はあなた方を愛している』と叫んだ。拘束されてからは絶対に思い出したくないような、非常にひどい仕打ちを受けた。監視員からは、『耀徳収容所に送ってやる』などと脅迫を受け、処刑されるという話も聞いた」「北朝鮮で目にした拷問者、監視員、警察などは、何が善で何が悪かということも知らず、あまりにも残忍だった」などと述べた。